# Joaldun
Joaldun és un personatge tradicional de la cultura basca originari dels pobles navarresos d'Ituren i Zubieta que anuncia l'arribada del Carnestoltes agitant els seus esquellots (joaleak) en l'última setmana de gener. Primer els d'Ituren realitzen la dansa al barri de Latsaga, a Zubieta, i després a l'inrevés. En l'actualitat existeixen comparses a tot Hegoalde.

## Origen i similituds
Es desconeix l'origen d'aquesta tradició rural, encara que pot constatar-se gran similitud, tant en indumentària com en el sentit de la dansa i la funció dels esquellots, el sentit dels quals és forçar el «despertar» de la naturalesa i l'expulsió dels mals esperits després de l'hivern fent soroll, amb els zarramacos de la Vijanera de Silió (Cantàbria), els zamarrones de Zamora, els zarramaches d'Àvila, els mamuthones, de Sardenya, els kurenti en l'est d'Eslovènia, els kukeri, búlgars, i similars tradicions amb personatges grotescs antropomòrfics relacionats amb el ritu de Dionís, molt estesos per l'Europa meridional.

## Vestimenta
Els membres de la comparsa de Zanpantzar, denominats Joaldunak o Ioaldunak, vesteixen enagos de randa, avarques, armilles d'ovella als muscles i a la cintura, mocadors de colors (generalment de quadres blaus) al coll, capells cònics amb cintes, hisops de cua de cavall i una multitud d'esquellots de grans dimensions subjectes als ronyons. Aquests esquellots han de sonar a l'uníson en caminar compassats tots els integrants del grup.
La diferència entre els Joaldunak d'un i un altre poble és que la indumentària dels Joaldunak d'Ituren no inclou la pell amb els dos esquellots petits sobre la camisa, que és blanca, i que el mocador del coll és més petit i de quadres blaus.

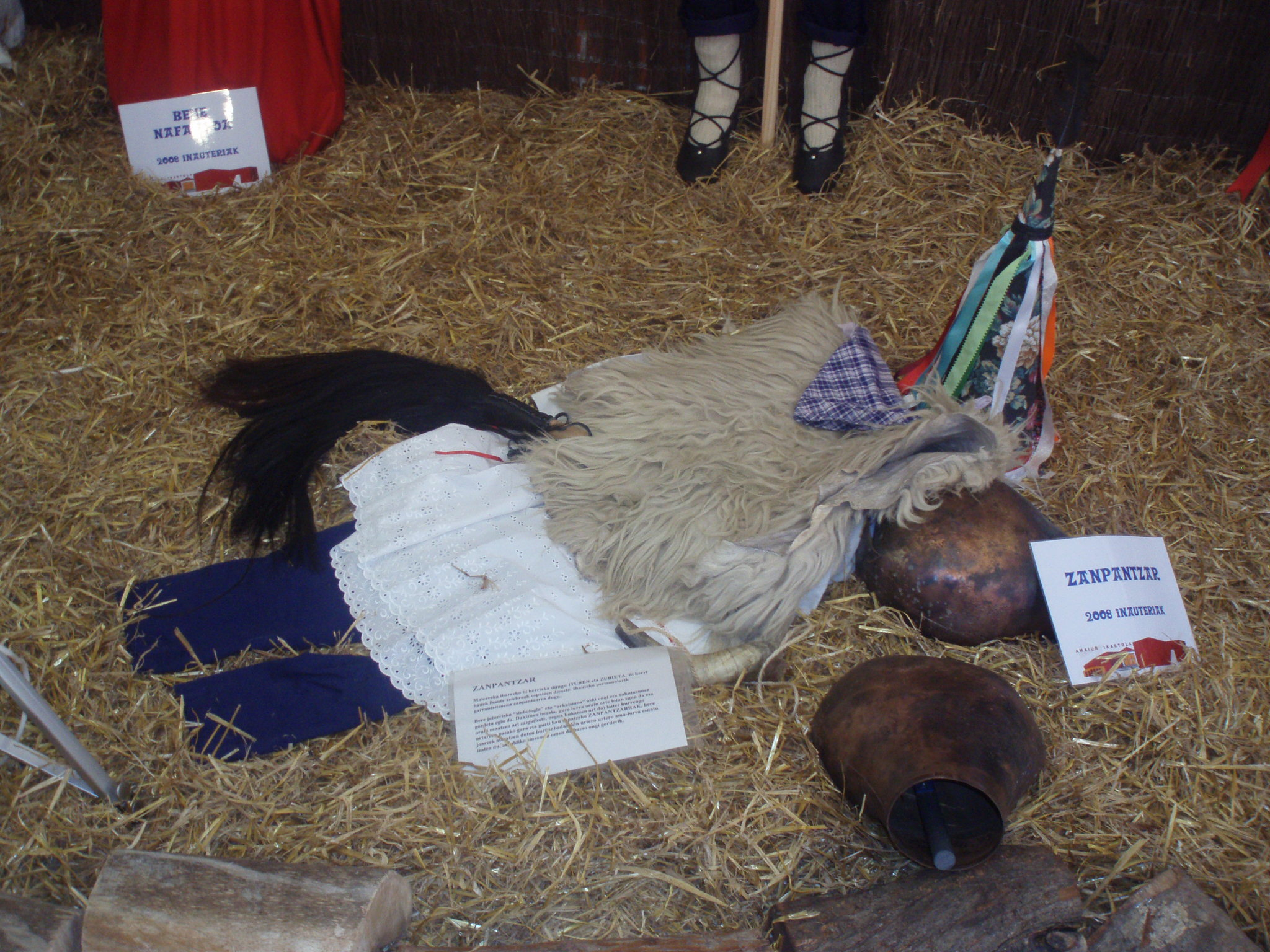
Disfressa de Joalduna infantil exposada en una ikastola de Pamplona al 2008.
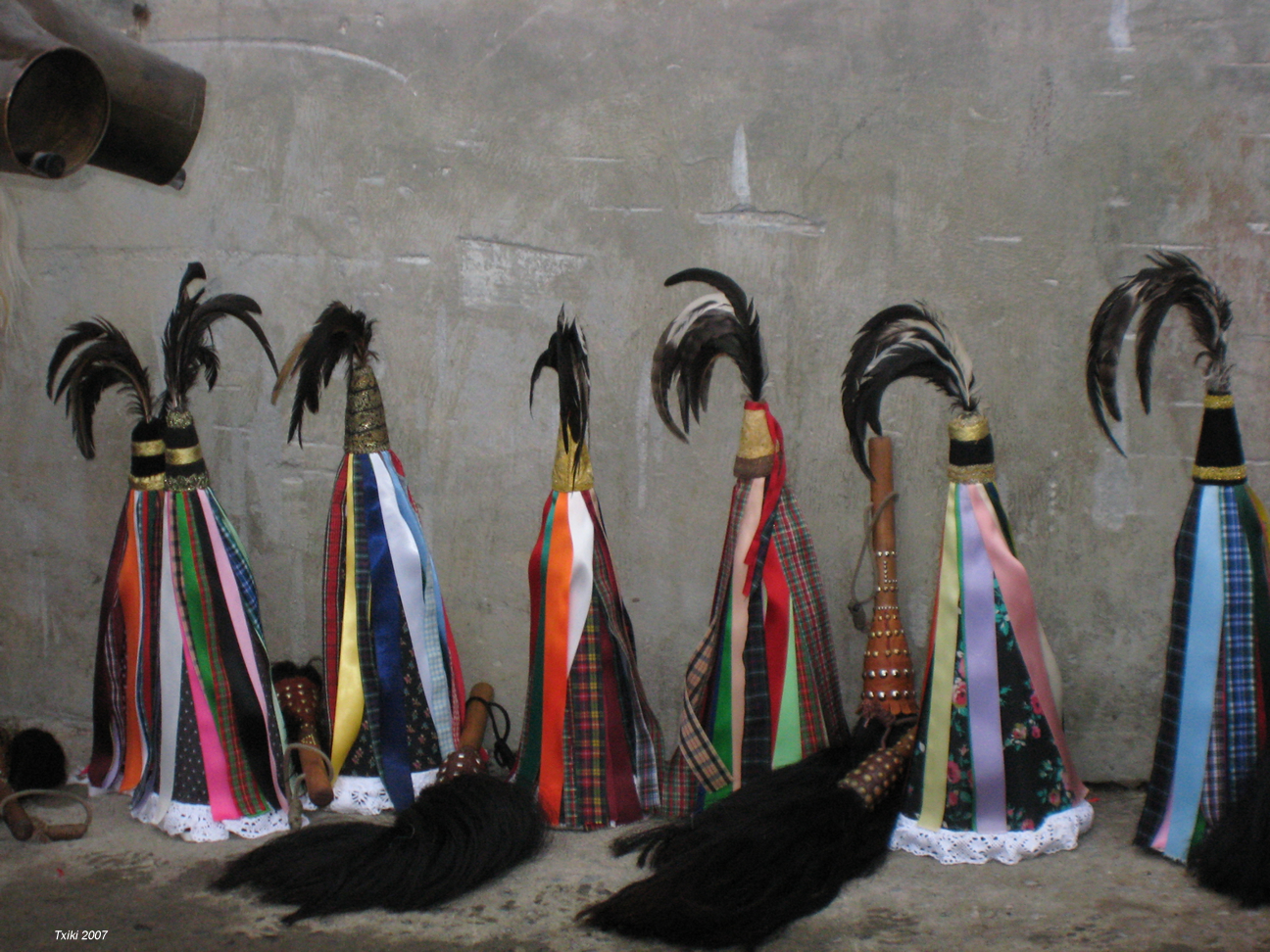
Barrets dels Joaldunak.

## Denominació
Sobre aquest tema cal dir que la denominació Zanpantzar no té cap arrelament als mateixos pobles d'Ituren i Zubieta, denominant-se generalment als portadors dels esquellots com Joaldunak.
De fet, els significats de la denominació Zanpantzar (en el passat zanpantzart, sanpantzar o japantzar) són unes altres:
- Ninot farcit de palla i falguera, fet per als Carnestoltes, que l'últim dia és jutjat, condemnat i cremat. Comporta també un ritu de purificació: els mals són cremats junt amb el ninot.
- En els carnestoltes, és exactament el dimarts de carnestoltes o dia de cendra.

Avui dia l'actuació de Joaldunak (plural) s'ha estès a altres celebracions del folklore tradicional basc i d'aquesta manera podem veure comparses de Zanpantzar acompanyant la cavalcada del Olentzero en ple Nadal en diferents pobles del Sud d'Euskal Herria.

## Carnestoltes
Als carnestoltes d'Ituren i Zubieta, els Joaldunak tenen un paper important. De fet, el dilluns i dimarts de l'última setmana de gener, fan els tres quilòmetres que separen els dos pobles cap als volts de migdia.
El dilluns és el torn dels de Zubieta. Els del barri d'Aurtitz els donen la benvinguda i junts es dirigeixen a Latsagara, passant pel pont de Zubizburu per a finalment reunir-se amb els Joaldunak d'Ituren. Tots junts travessen el poble d'Ituren i acaben a la plaça del poble. El dimarts es fa a l'inrevés i els Joaldunak d'Ituren fan el camí invers fins a Zubieta de la mateixa forma.